# Оториноларингология
Оториноларингология (или Уши, нос и гърло, съкратено УНГ) е медицинска наука. Тя изучава възникването, развитието, лечението и предотвратяването на болестите на ушите и носоглътката.
Тези органи принадлежат към 3 различни функционални системи – нервна, дихателна и храносмилателна. Кръстосването им обаче в основата на главата обуславя тяхното морфологично единство. Непосредствената близост на тъканите е сериозна предпоставка за бързо разпространение на болестните процеси между тях. Много заболявания протичат едновременно в 2 или повече от системите, което налага те да бъдат лекувани от един и същ специалист.
Оториноларингологията има 2 основни направления:
- Отология – изучава болестите на ушите и нарушенията на слуха; отологията има добре обособен, самостоятелен дял
  - Отоневрология – изучава болестите на равновесно-слуховия апарат и неврологичните нарушения на слуха; отоневрологията е много съществен раздел от военната, авиационната и космическата медицина.
- Риноларингология – изучава болестите на носа, околоносните синуси и носоглътката.